# Condensazione di Claisen

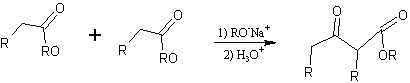
Condensazione di Claisen classica

La condensazione di Claisen intercorre tra due molecole di estere o tra una molecola di estere e un composto carbonilico in presenza di una base forte, dando origine a un β-chetoestere o a un β-dichetone. Rainer Ludwig Claisen studiò ed applicò per primo questa reazione, che descrisse nel 1881.
La condensazione di Claisen viene ampiamente sfruttata nella sintesi organica per allungare una catena ed ottenere un nuovo chetoacido (o chetoestere) ovvero è possibile ottenere chetoni, dopo decarbossilazione del β-chetoacido. 

## Biochimica
Questa reazione è anche molto comune nei sistemi biologici: ad esempio la biosintesi dell'acido mevalonico, precursore di composti quali i terpeni, ormoni e lipidi, inizia con una condensazione di due molecole di acetilcoenzima A catalizzata dall'enzima tiolasi.

## Condizioni operative
Almeno uno dei reagenti deve essere enolizzabile, cioè deve possedere idrogeni α che per deprotonazione formano un carbanione stabile. In relazione ai differenti gruppi carbonilici sfruttati, enolizzabili o meno, possono aversi diverse tipologie di condensazione. 
La base utilizzata non deve interferire con la reazione dando sostituzione nucleofila o addizione al carbonile. Solitamente si utilizza l'alcolato di sodio del corrispondente alcool che si forma dalla reazione; ad esempio, formandosi etanolo si utilizza etilato sodico. Nella condensazione di Claisen incrociata vengono utilizzate anche basi quali litio diisopropilammide (LDA) e idruro di sodio.
Altra caratteristica per una buona resa di reazione è la qualità del gruppo uscente. I gruppi metossilici ed etossilici sono buoni gruppi uscenti, motivo per cui si preferisce lavorare con esteri metilici o etilici.

## Tipologie di condensazioni
La condensazione di Claisen classica sfrutta una sola specie di estere enolizzabile:
La reazione di Claisen incrociata sfrutta un composto carbonilico enolizzabile ed un estere che non enolizza nelle stesse condizioni (o comunque con maggiore difficoltà rispetto al chetone):
La condensazione intramolecolare di un diestere capace di formare un ciclo stabile (a cinque o sei atomi di carbonio) corrisponde alla reazione nota come condensazione di Dieckmann.

## Meccanismo di reazione
| Animation zum Reaktionsmechanismus der Claisen-Kondensation |
| animazione                                                  |

Il primo passaggio consiste nella deprotonazione dell'α-idrogeno, ad opera della base, con formazione di uno ione enolato stabilizzato per risonanza. Il carbanione dà quindi attacco nucleofilo al carbonile dell'estere producendo l'anione di un semichetale instabile che elimina il gruppo alcossido formando il dichetone. Una soluzione acquosa acida neutralizza la base e gli anioni enolato presenti.